# Theo Helfrich
Theodor Karl Helfrich, detto Theo (Francoforte sul Meno, 13 maggio 1913 – Ludwigshafen am Rhein, 29 aprile 1978), è stato un pilota automobilistico tedesco.
Ha partecipato a 3 edizioni del Gran Premio di Germania dal 1952 al 1954.

## Risultati in Formula 1
| 1952 | Scuderia       | Vettura    |  |  |  |  |  |     |  |  |  | Punti | Pos. |
| ---- | -------------- | ---------- |  |  |  |  |  | --- |  |  |  | ----- | ---- |
| 1952 | Pilota privato | Veritas RS |  |  |  |  |  | Rit |  |  |  | 0     |      |

| 1953 | Scuderia       | Vettura    |  |  |  |  |  |  |    |  |  | Punti | Pos. |
| ---- | -------------- | ---------- |  |  |  |  |  |  | -- |  |  | ----- | ---- |
| 1953 | Pilota privato | Veritas RS |  |  |  |  |  |  | 12 |  |  | 0     |      |

| 1954 | Scuderia | Vettura      |  |  |  |  |  |     |  |  |  | Punti | Pos. |
| ---- | -------- | ------------ |  |  |  |  |  | --- |  |  |  | ----- | ---- |
| 1954 | Klenk    | Klenk Meteor |  |  |  |  |  | Rit |  |  |  | 0     |      |

| Legenda | 1º posto     | 2º posto | 3º posto    | A punti         | Senza punti/Non class.  | Grassetto – Pole position Corsivo – Giro più veloce |
| Legenda | Squalificato | Ritirato | Non partito | Non qualificato | Solo prove/Terzo pilota | Grassetto – Pole position Corsivo – Giro più veloce |